# Syldavisch
Het Syldavisch is een fictieve taal die gebruikt wordt als de officiële taal in het eveneens fictieve land Syldavië. Dit land ligt ergens op de Balkan en speelt een rol in enkele stripalbums  uit de reeks De avonturen van Kuifje van de Belgische tekenaar Hergé (1907-1983). Hoewel het alfabet cyrillisch is, is de taal feitelijk gebaseerd op het Nederlandse dialect in Brussel, zoals dat in de Marollen gesproken werd.

## Alfabet
In de Kuifje-stripboeken worden twee alfabetten gebruikt. In de tekstballonnen wordt het Latijnse alfabet gebruikt, maar op borden en opschriften wordt het cyrillische alfabet gebruikt. In oudere geschriften wordt het Latijnse alfabet ook gebruikt. 
Voor het translitereren wijkt Hergé af bij sommige letters: Ш komt overeen met h, en ю met v (в overigens met w). In Kuifje en het Haaienmeer wordt Klow getranslitereerd als Клоф.

## Herkomst van woorden
De meeste woorden komen uit het Nederlandstalige Brusselse dialect, zoals het in de Marollen gesproken werd. Enkele komen echter uit het Frans, bijvoorbeeld: Monzieu (monsieur), zrälùkzen (reluquer). 
Veel namen komen uit de Slavische talen, bijvoorbeeld Wladimir. Patroniemen (vadersnamen) worden gevormd als in het Russisch, althans met de uitgang: -owitch.